# Benjamin Petre
Pour les articles homonymes, voir Benjamin Petre (homonymie) et Petre.
Pas d'image ? Cliquez ici

a Compétitions nationales et continentales officielles uniquement.

b Matchs officiels uniquement.
Dernière mise à jour le 9 avril 2020.
Benjamin Pêtre, né le 4 janvier 1990, est un joueur de rugby à XV français qui évolue au poste de centre ou d'ailier (1,86 m - 106 kg).

## Biographie
Benjamin Pêtre découvre le rugby à 5 et demi avec le club local, le Sport athlétique verdunois rugby. Il est au cours de sa carrière sélectionné dans plusieurs équipe junior française, les -17, -18 et -19.
- 2008-2015 : SU Agen.
- 2015-2019 : CA Brive
- 2019- : SC Albi

## Palmarès
- Vainqueur du Championnat de 2e division en 2010 avec le SU Agen.
- Finaliste du Championnat de 2e division en 2019 avec le CA Brive.